# Saison 2024-2025 de la LAH
Saison précédente Saison suivante
La saison 2024-2025 est la 89e saison de la Ligue américaine de hockey. Elle commence en octobre 2024 et se termine en avril 2025 pour laisser place aux séries éliminatoires.

## Contexte
Les Wolves de Chicago qui avaient mis un terme à leur partenariat avec les Hurricanes de la Caroline la saison précédente renouvellent leur association avec l'équipe de la LNH. Les Roadrunners de Tucson qui étaient affilés aux Coyotes de l'Arizona conservent leur affiliation avec la franchise qui déménage et devient le Club de hockey de l'Utah.

## Saison régulière
Depuis la saison 2022-2023, la LAH comprend quatre divisions qui ne comptent pas le même nombre d'équipes : la division Atlantique est composée de huit équipes, les divisions Centrale et Nord en possèdent sept chacune et la division Pacifique est la plus peuplées avec dix franchises. Les qualifications pour les séries sont ajustées en fonction de ces différences : six équipes de la division Atlantique, cinq des divisions Centrale et Nord ainsi que sept de la division Pacifique, pour un total de 23 franchises, sont qualifiées en séries éliminatoires.